# Соколда (річка)
Соколда (пол. Sokołda) або Соколка (пол. Sokółka) – річка у Польщі, права притока річки Супрасль довжиною 57,5 км і глибиною 33 метри.

## Назва
- Соколда — має західнобалтське (ятвязьке) походження[5].
- Соколка

## Огляд
Розташована у Підляському воєводстві. Її джерело знаходиться на Гродненській височині біля села Тшцянка. Вона протікає по  Пущі Кшинській  і місцевостях: Страж, Острувек, Двожиськ, Мендзижече, Копна Гура, Соколда, Подлажнє, Суражково. Кільканадцять кілометрів, від Курила до Стражу, Соколда протікає вздовж долини вздовж залізничних колій з великим зниженням від 5 до 8 ‰. Входить у Супрасль біля села Засади. По всій своїй довжині ріка має характерне русло з відносно невеликим ухилом і низькою швидкістю течії. У верхній і нижній течії русло річки досить сильно звивається.
Притоками річки є Поганіца, Ялувка i Камйонка.